# Can You Hear Me
«Can You Hear Me» (рус. Ты меня слышишь?) — пятый сингл испанского поп-певца Энрике Иглесиаса из его альбома «Insomniac», выпущенный 27 июня 2008 года на лейбле «Interscope».
Песня — официальный гимн чемпионата Европы по футболу 2008

## Общая информация
Песня была написана Энрике Иглесиасом вместе с Френки Штормом и Стивом Моралезом. Запись спродюсировал Карлос Паукар. Трек был записан на студии звукозаписи «Circle House Studios» в Майами, штат Флорида.
В основном сингл получил негативные отзывы, но имел успех во многих европейских странах.
Сингл должен был стать третьим синглом для Великобритании из его сборника «Greatest Hits», но так и не поступил в продажу в этой стране.
О том что сингл станет официальным гимном чемпионата Европы по футболу 2008 года стало известно 20 мая. Иглесиас был охарактеризован как идеальный человек для этой работы — «Он является звездой мирового класса, он интересуется футболом и имеет европейские корни» — сказал коммерческий директор Филипп Мэрграфф. Сам Иглесиас признался что был счастлив, что его выбрали — «Я очень рад, что смогу внести свой вклад в футбольный фестиваль в Швейцарии и для меня большая честь выступить на финале чемпионата.»
Впервые Иглесиас выступил вживую на финале чемпионата Европы по футболу 2008 29 июня 2008 года.
Видео на песню было снято Полом Минором и содержало кадры футбольных трюков.
«Can You Hear Me» был включён в переиздание альбома «Insomniac» для Франции, России, Бельгии, Швейцарии, Австралии, Италии и ряде других европейских стран.

## Список композиций
CD-сингл
1. «Can You Hear Me» (main version) — 3:44
2. «Can You Hear Me» (UEFA remix) — 5:54

Макси-сингл
1. «Can You Hear Me» (main version) — 3:44
2. «Can You Hear Me» (Moto Blanco radio mix) — 3:30
3. «Can You Hear Me» (Moto Blanco club mix) — 8:30
4. «Can You Hear Me» (Moto Blanco dub) — 8:00

CD-сингл (США)
1. «Can You Hear Me» (main version) — 3:44
2. «Can You Hear Me» (Moto Blanco radio mix) — 3:30
3. «Can You Hear Me» (Moto Blanco club mix) — 8:30
4. «Can You Hear Me» (UEFA remix) — 5:54

## Позиции в чартах
| Национальный чарт (2008) | Пиковая позиция |
| ------------------------ | --------------- |
| Австралия                | 17              |
| Бельгия                  | 12              |
| Чехия                    | 1               |
| Дания                    | 1               |
| Всеевропейский           | 30              |
| Финляндия                | 5               |
| Франция                  | 21              |
| Германия                 | 14              |
| Норвегия                 | 7               |
| Словакия                 | 15              |
| Швеция                   | 6               |
| Швейцария                | 2               |
| Турция                   | 4               |